# ’39
’39 ist ein Song der britischen Rockband Queen, der 1975 auf ihrem Album A Night at the Opera sowie als B-Seite der Single You’re My Best Friend erschien.
Das Lied wurde von Queens Gitarristen Brian May als Solostück für die Gitarre geschrieben, weshalb es sehr gitarren- und basslastig ist. Es klingt wie ein Country- oder Folksong, nur der Refrain entspricht eher dem Progressive Rock.

## Text
Der Text handelt von einem Raumfahrer, der bei nahezu Lichtgeschwindigkeit durch das Weltall reist. Als er und seine Crew zurückkommen, ist seine Frau schon lange tot, weil die Raumfahrer aufgrund der Relativität nur ein Jahr gealtert sind, auf der Erde jedoch 100 Jahre vergangen sind (siehe Zeitdilatation bewegter Teilchen). Auf die Idee zum Text kam May, weil er vor seiner Arbeit mit Queen Astrophysik studiert hatte.

## Liveaufführung
’39 wurde von Queen öfter live aufgeführt, wodurch es beispielsweise auch auf dem Livealbum Live Killers enthalten ist. Brian May spielt das Lied auf Live-Auftritten nach Freddie Mercurys Tod als Tribut meist in Kombination mit Love of My Life.

## Besetzung
- Brian May: Akustische und elektrische Gitarre, Gesang
- Freddie Mercury: Hintergrundgesang
- Roger Taylor: Bass Drum, Hintergrundgesang, Tamburin
- John Deacon: Kontrabass[3]